# Буралы (Калтасинский район)
Буралы (баш. Буралы) — деревня в Калтасинском районе Республики Башкортостан Российской Федерации. Входит в состав Нижнекачмашевского сельсовета. 

## География

### Географическое положение
Расстояние до:
- районного центра (Калтасы): 2 км,
- центра сельсовета (Нижний Качмаш): 4 км,
- ближайшей ж/д станции (Янаул): 63 км.

## Население
| 2002 | 2009 | 2010 |
| ---- | ---- | ---- |
| 68   | ↘66  | ↘34  |

Национальный состав
Согласно переписи 2002 года, преобладающие национальности — башкиры (62 %), татары (31 %).